# FIAN
FIAN o FIAN Internacional, FoodFirst Information and Action Network, FIAN es la organización internacional de derechos humanos que promueve y defiende el derecho a la alimentación. Es la primera organización internacional de derechos humanos que lucha por la realización del derecho a una alimentación adecuada, como prevé la Declaración Universal de Derechos Humanos y otros instrumentos internacionales de derechos humanos. 
Fundada en 1986, FIAN es una organización independiente sin fines de lucro, y tiene estatus consultivo ante la ONU. Aparte de acciones concretas, FIAN promueve el derecho a la alimentación a través de programas educacionales y políticas de apoyo orientadas a nivel local, regional e internacional. FIAN International tiene miembros y secciones en 60 países en África, América, Asia y Europa.
La visión de FIAN es un mundo protegido contra el hambre, en el que todas las personas disfruten plenamente de sus derechos humanos en dignidad, en especial del derecho a una alimentación adecuada.
FIAN saca a la luz y reacciona a las violaciones del derecho a una alimentación adecuada allá donde se cometan. La organización llama la atención sobre casos de prácticas injustas y opresivas que impiden a las personas alimentar a sus familias y a sí mismas. La lucha contra la discriminación de género y otras formas de exclusión forma parte integral de la misión de la organización. Su esfuerzo está encaminado a asegurar el acceso de las personas a los recursos que necesitan para alimentarse, ahora y en el futuro.
FIAN analiza y documenta casos concretos de violaciones del derecho a la alimentación. Realiza trabajo de sensibilización sobre el derecho a la alimentación entre movimientos sociales, organizaciones no gubernamentales, autoridades estatales y el público en general. Da respuesta a las peticiones de individuos y grupos cuyo derecho a la alimentación adecuada se ve amenazado o ha sido violado, e inicia movilizaciones de apoyo. 
FoodFirst: FIAN promueve el derecho a la alimentación consagrado en la Declaración de los Derechos Humanos de la ONU.
Information: FIAN informa a los grupos afectados de su derecho a la alimentación, especialmente en las áreas rurales más pobres, y alerta al público general acerca de las violaciones de este derecho.
Action: FIAN documenta las violaciones al derecho a alimentarse, se ocupa de casos concretos e interviene a nivel local, nacional e internacional.
Network: FIAN tiene secciones, coordinaciones, grupos locales y miembros individuales en más de 50 países en todo el mundo que unen esfuerzos para realizar el derecho a la alimentación.
A través de las campañas de cartas, el trabajo de exigibilidad y el recurso a la ley, FIAN ejerce presión pública a fin de responsabilizar a los gobiernos de las violaciones del derecho a la alimentación adecuada que han cometido. Realiza el seguimiento de los casos hasta que las víctimas sean resarcidas. En el sistema de las Naciones Unidas y en otros regímenes jurídicos, FIAN aboga por el respeto de los derechos humanos, con el objetivo de fortalecer y mejorar la protección de los derechos humanos.
Estructura de la organización
FIAN es una organización internacional basada en miembros. Los miembros institucionales de FIAN son sus secciones nacionales e internacionales, entidades jurídicas con derecho propio.
Las secciones surgen de grupos coordinados en un país o región. A nivel local, los grupos de FIAN están formados en su mayoría por voluntarios. FIAN tiene unos 45 grupos locales activos alrededor del mundo y actualmente un total de 3.600 miembros en más de 50 países.
La misión, visión y estrategia de FIAN son definidas y revisadas por el Consejo Internacional (CI) y representadas por los delegados de las secciones, que se reúnen cada dos años. El CI elige al Comité Ejecutivo Internacional (CEI), cuya presidente actual es Sigrun Skogly, y supervisa la puesta en práctica de los planes estratégicos de FIAN. El CEI se reúne dos veces al año, a fin de revisar y desarrollar estrategias para los programas, métodos y presupuestos de FIAN. La unidad operativa encargada de la realización de los programas de FIAN es su Secretariado Internacional (SI), situado en Heidelberg (Alemania), y coordinado por su Secretario General, Flavio Valente.
Trabajo de FIAN
La principal fuerza de FIAN es su presencia internacional. El contacto directo con los grupos afectados permite a FIAN reaccionar rápidamente. El apoyo de sus miembros en las intervenciones de FIAN es fundamental para poner presión internacional sobre las autoridades responsables, para poner fin a las violaciones del derecho a alimentarse. Por ello, es muy importante que te unas a la defensa de las víctimas y los derechos humanos de las siguientes formas:
- Contribuyendo a la investigación, análisis y documentación de las violaciones al derecho a alimentarse.
- Denunciando las violaciones al derecho a alimentarse para hacer que los gobiernos cumplan con sus obligaciones.
- Movilizando el soporte y tomando acción en tu sociedad, comunidad o país.
- Uniendo fuerzas con otros defensores de los derechos humanos en los grupos locales de FIAN.

FIAN utiliza varias herramientas de trabajo para perseguir el objetivo de realizar el derecho a una alimentación adecuada:
Trabajo de casos e intervenciones
En las misiones investigadoras internacionales, FIAN identifica y da respuesta a las violaciones de derechos humanos. FIAN entrevista a las personas amenazadas o afectadas por violaciones de su derecho a la alimentación y confirma la información de la situación. Se establecen contactos cara a cara con los socios locales, lo que sirve de base para una cooperación en plena confianza. Si los afectados así lo desean, FIAN reacciona rápido, analiza el caso y moviliza a miembros y partidarios por todo el mundo para enviar acciones urgentes en forma de cartas de protesta. Los grupos de acción locales de FIAN realizan con su trabajo de casos un seguimiento a largo plazo de las violaciones. En los casos que requieren una colaboración estrecha con las comunidades afectadas, FIAN se dirige continuamente a las autoridades responsables e identifica violaciones del derecho a la alimentación. El análisis de FIAN se fundamenta en el Pacto Internacional de Derechos Económicos, Sociales y Culturales, según las interpretaciones de las observaciones generales de la ONU, en particular de la observación general 12 sobre el derecho a una alimentación adecuada. Para resarcir a las víctimas se aplican los mecanismos de recurso y las disposiciones jurídicas existentes en las legislaciones nacionales e internacionales sobre derechos humanos.
Cabildeo y defensa
Las relaciones y redes de contactos fiables, la buena documentación de los casos y dos décadas de experiencia son una base sólida para un cabildeo y una defensa efectivos del derecho a alimentarse. FIAN responsabiliza a los Estados, a las instituciones internacionales y a los actores privados a nivel nacional e internacional. Las Directrices Voluntarias sobre el Derecho a la Alimentación aprobadas por la FAO en 2004 son una de las herramientas utilizadas por FIAN para el monitoreo de las políticas nacionales en materia del derecho a la alimentación. FIAN intenta mejorar el sistema de protección existente del derecho a la alimentación y establece nuevas herramientas. El intenso trabajo de seguimiento busca asegurar la puesta en práctica efectiva de las herramientas ya existentes haciendo que el derecho a la alimentación se pueda cumplir, tanto políticamente como judicialmente, en todos los sitios y para todas las personas.
Información y capacitación
El pilar del trabajo de FIAN es la sensibilización y las campañas de información centradas en el derecho a la alimentación: capacitar a movimientos sociales y organizaciones no gubernamentales para responsabilizar a los Estados de las violaciones del derecho a la alimentación; aclarar a los gobiernos y otros detentores de obligaciones el contenido y necesidad de cumplimiento de sus obligaciones; y motivar a colaboradores civiles para que se unan a la denuncia de las violaciones de derechos humanos. La información sistemática recogida a través de más de 400 casos individuales en las últimas dos décadas se analiza y presenta en varias publicaciones profesionales.
Impacto
FIAN desempeñó un papel clave en el desarrollo del sistema de protección de derechos humanos, por ejemplo, en el fortalecimiento de los procedimientos de los Estados y de la presentación de informes paralelos sobre derechos económicos, sociales y culturales en el sistema de derechos humanos de la ONU; en la elaboración de la observación general 12 sobre el derecho a la alimentación en 1999, como interpretación jurídica de mayor autoridad sobre el derecho a la alimentación en el derecho internacional; y en la aprobación en 2004 de las directrices voluntarias sobre el derecho a la alimentación por parte de los Estados miembros de la FAO.
Ojo público sobre Davos "premio positivo": En 2006, FIAN internacional ganó el premio del "Ojo Público sobre Davos", otorgado anualmente con motivo del Foro Económico Mundial celebrado en Davos y con él se premió el compromiso conjunto a favor de los derechos de los trabajadores de la fábrica de neumáticos Euzkadi.
Premio Rosa de Plata: En 2005, dos miembros de FIAN de la sección alemana recibieron el premio Rosa de Plata por su compromiso a favor de los derechos de los trabajadores de la industria de las flores, por la participación en el desarrollo del Código de Conducta Internacional para la producción de flores cortadas y su puesta en práctica exitosa dentro del marco de trabajo del Programa de Sello de Flores.